# 컨저링 2
《컨저링 2》(영어: The Conjuring 2, 영국 제목 영어: The Conjuring 2: The Enfield Case)는 2016년에 공개된 미국의 초자연 공포 영화이다. 2013년 영화 《컨저링》의 속편으로, 전작에 이어 본작도 제임스 완이 감독을 맡았다.
2018년 파생작 프리퀄 《더 넌》이 개봉하였으며, 2021년 속편 《컨저링 3: 악마가 시켰다》가 개봉하였다.

## 출연진
- 비라 파미가
- 패트릭 윌슨
- 매디슨 울프
- 프랜시스 오코너
- 로런 에스포지토
- 벤저민 헤이그
- 패트릭 매콜리
- 사이먼 맥버니
- 마리아 도일 케네디
- 사이먼 딜레이니
- 프랑카 포텐테
- 밥 에이드리언
- 로빈 앳킨 다운스
- 보니 에런스
- 하비에르 보테트
- 스티브 콜터
- 아비 신하
- 스털링 제린스
- 조지프 비샤라
- 섀넌 쿡

## 기타 제작진
- 총괄 제작: 리처드 브레너, 월터 하마다, 데이브 뉴스태터, 스티븐 므누신, 토비 에머릭
- 배역: 앤 매카시, 켈리 로이, 로즈 윅스티드
- 미술: 줄리 버고프
- 세트: 리즈 그리피스, 소피 뉴도퍼
- 의상: 크리스틴 M. 버크
- 제작 관리: 제니 힝키